# Calisoga sacra
Calisoga sacra is een spinnensoort in de taxonomische indeling van de bruine klapdeurspinnen (Nemesiidae).
Calisoga sacra werd in 1937 beschreven door Chamberlin.